# أدننتيرة
أَدِنَنْتِيرة هو جنس من كاسيات البذور في الفصيلة البقولية . يحتوي على الأنواع التالية:
- أدنتيرة ثنائي اللون في سِرِلنكة Adenanthera bicolor
- أدنتيرة متوسطة في الفلبين Adenanthera intermedia

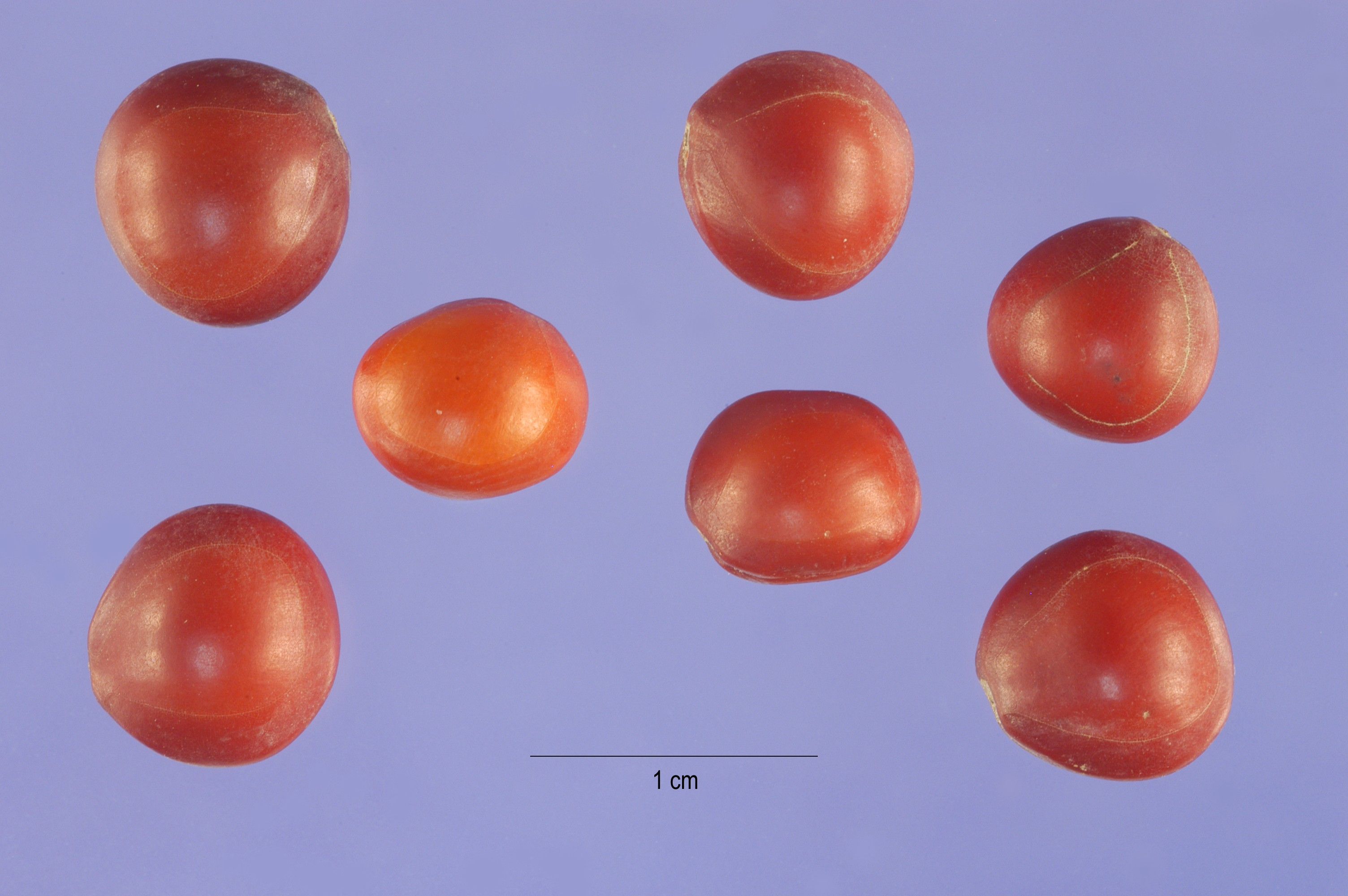
بذور

- مرجان الغابة في الهند